# Gullinkambi
En la mitología nórdica, Gullinkambi es un gallo que habita en Valhalla y despierta a los Einherjar cada mañana. Su canto también significará el comienzo del Ragnarök (batalla final entre los Dioses y los Jötnar, liderados por Loki). Se atestigua en el poema Völuspá de la Edda poética. Los otros dos gallos son Fjalar y otro gallo que vive en Helheim cuyo nombre es desconocido.